# Ottokar Ier (roi de Bohême)
Pour les articles homonymes, voir Ottokar.
Ottokar Ier Premysl (en tchèque : Přemysl Otakar I), né vers 1155 et décédé le 15 décembre 1230), est duc (1192-1193 et 1197-1198) puis roi de Bohême (1198-1230). Il est le premier prince suzerain bohémien à recevoir la royauté héréditaire.

## Biographie
Le nom Ottokar est la forme médiévale du nom germain Odoacre (allemand moderne : Odoaker). Le plus célèbre Odoacre est le chef barbare d'origine Skire qui met fin à l'Empire Romain d'occident en 476. 
Ottokar Ier est le fils du duc Vladislav II de Bohême, issu de la dynastie des Přemyslides, et de sa seconde épouse Judith de Thuringe. Au temps de sa naissance, son père a reçu le titre de « roi de Bohême » des mains de l'empereur Frédéric Barberousse en récompense pour sa loyauté. En 1172, Vladislav II a effectué des tentatives afin de léguer le duché de Bohême à son fils aîné, Frédéric (Bedřich), suscitant une forte opposition de la part de l'empereur qui nomme son cousin Sobeslav II duc de Bohême.

### Premières années
La jeunesse d'Ottokar se déroule dans un pays en proie aux luttes intestines de succession dynastique. En 1192, il est reconnu comme prince suzerain de Bohême par l'empereur Henri VI, fils de Frédéric Barberousse, contre versement de 6 000 marcs, mais il est rapidement écarté du trône par une conspiration de nobles qui établissent comme prince l'évêque de Prague, Jindřich Břetislav avant Noël 1193. Après la mort de ce dernier en juin 1197, Ottokar conclut avec son concurrent et frère cadet Vladislav Jindřich le 6 décembre 1197, un accord par lequel ce dernier se contente du margraviat de Moravie. Tirant avantage des luttes pour la succession au titre impérial entre les partisans des Hohenstaufen et les Guelfes soutenant Otton IV, il prend part à l'élection à Mayence de Philippe de Souabe en chargeant son demi-frère Adalbert de Bohême, archevêque de Salzbourg de voter pour lui. En offrant à Philippe de combattre pour lui, il obtient le 15 août 1198 de ce dernier, qui a besoin de soutien logistique pour sa conquête du trône, non seulement la confirmation de son titre royal mais aussi du caractère héréditaire de ce titre pour ses descendants.

### Une fidélité fluctuante
Lorsque le pape Innocent III commence à soutenir le parti Guelfes et Otton IV, en 1202, Ottokar change de camp et se voit couronné solennellement le 24 août 1203 à Mersebourg par le Légat Pontifical Guido. Il avait obtenu vers 1198/1199 de l'évêque de Prague l'annulation pour degré de parenté prohibé de son union avec son épouse Adélaïde de Misnie, membre de la maison de Wettin, pour épouser Constance sœur du roi Imre de Hongrie. Devant les protestations de l'épouse répudiée, le pape refuse de valider cette décision et de faire de Prague un archevêché. L'invasion de la Bohême par Philippe de Souabe est couronnée de succès et ce dernier envisage de le remplacer par son parent Děpold III de Bohême un descendant de Vladislav Ier. La paix est conclue en 1204 et Ottokar Ier se voit contraint de payer un lourd tribut de 7 000 marcs et de céder à son cousin le contrôle des régions de Čáslav, Chrudim et Vratislav en Bohême orientale. Le meurtre de Philippe de Souabe le 12 juin 1208 conduit Ottokar Ier à rejoindre le camp d'Otton IV.
Lorsque Innocent III et le prince Guelfe se brouillent en 1210 et que le pape excommunie Otton IV en 1211, Ottokar Ier rejoint le camp qui préconise l'élection de Frédéric de Hohenstaufen, le fils de Henri VI du Saint-Empire, comme roi allemand. Otton IV tente de le priver de la souveraineté sur la Bohême en faveur de son fils aîné Vratislav qui la reçoit en fief à la Pentecôte 1212. Ottokar Ier se voit confirmé, le 26 septembre 1212, dans ses droits par la Bulle d'or de Sicile. Cet édit impérial promulgué à Bâle, reconnaît à Ottokar et à ses descendants le titre de roi de Bohême, sans nécessiter l'aval de l'empereur. L'édit garantit aussi le titre de prince-électeur aux-dits rois de Bohême et n'impose pour seule obligation que de procurer une escorte de trois cents hommes armés lors du voyage à Rome de tout empereur allant se faire couronner par le pape.

### Règne
Ottokar Ier soutient désormais sans réserve Frédéric II. Il participe à toutes les diètes importantes comme celle d'Eger en 1213, mais il fournit aussi des troupes. Cette aide inconditionnelle est récompensée le 26 août 1216 lorsque Frédéric II scelle un Privilège impérial confirmant le droit de succession au fils aîné d'Ottokar par sa seconde union Venceslas et reconnaît ainsi l'élection de ce dernier qui était intervenue le 8 juin précédent. Le margrave de Moravie Vladislav reconnaît également cette disposition et Děpold III, prince de Bohême orientale ne peut s'opposer à ce renforcement du pouvoir d'Ottokar et ne joue plus aucun rôle actif après 1217 jusqu'à sa mort en 1223. 
En revanche, à partir de 1216, le roi Ottokar Ier se trouve engagé dans un long conflit avec l'évêque André de Prague (1215-1224) soutenu par le pape Innocent III qui réclame des immunités sur toutes les questions relatives à la liberté de son église. Le nouveau pape Honorius III soutient également le prélat et un compromis n'est trouvé qu'en janvier 1221 sous l'égide du Saint-Siège. Le 30 juin suivant Ottokar Ier accepte de renouveler les privilèges de l'évêché de Prague. Ce privilège est étendu le 5 mars 1222 aux couvents et églises du diocèse de Prague. 
Le roi Ottokar Ier mène une politique matrimoniale active avec sa nombreuse progéniture. Sa fille aînée Marguerite épouse dès 1205 le roi Valdemar II de Danemark, Judith est mariée à Bernard de Carinthie et Anne avec le piast de Silésie Henri II le Pieux. Bien que fiancée depuis 1219 au fils et héritier de l'empereur Henri, il échoue à concrétiser l'union de sa fille Agnès de Bohême avec ce dernier ainsi qu'avec le roi Henri III d'Angleterre. L'héritier du trône Venceslas, avant son couronnement par l'archevêque Siegfried de Mayence le 6 février 1228, épouse une Hohenstaufen : Cunégonde de Souabe. Après la mort sans héritier de son frère Vladislav III de Bohême de Moravie, Ottokar Ier assure sans difficulté le margraviat successivement à ses fils Vladislav II et Premysl Ier.

## Famille et descendance
Ottokar Ier laisse plusieurs enfants de ses deux unions.
Il épouse :

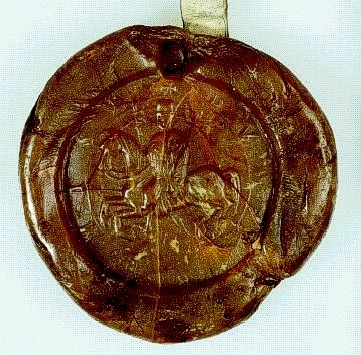
Sceau d'Ottokar Ier de 1192.

1. En 1187 : Adélaïde de Misnie (?-1er février 1211), fille d'Othon, margrave de Misnie, dont il divorce en 1198, d'où :
  - Vratislav (mort après 1225), investi en 1212 comme héritier par Otton IV du Saint-Empire,
  - Marguerite (1189-24 mai 1213), épouse en 1205 du roi Valdemar II de Danemark,
  - Hedwige, religieuse,
  - Božislava (Jutta), épouse de Henri Ier comte d'Ortenburg ;
2. En 1198 : Constance de Hongrie (1180-6 décembre 1240), fille de Béla III de Hongrie, d'où :
  - Judith (?-2 juin 1230), mariée en 1213 avec le duc Bernard de Carinthie,
  - Anne (1204-23 juin 1265), qui épouse vers 1216 Henri II le Pieux, duc de Cracovie, de Silésie et de Grande-Pologne,
  - Venceslas Ier,
  - Vladislav, margrave de Moravie,
  - Premysl, margrave de Moravie,
  - Blažena (1210-24 octobre 1280),
  - Anežka (Sainte Agnès de Bohême) (1211-6 mars 1282), abbesse de Saint-François-de-Prague. Sainte patronne du pays, elle devient en 1989 la première bienheureuse issue d'Europe centrale à être canonisée par le pape Jean-Paul II.

## Littérature et bande dessinée
Hergé fait référence à ce roi dans Le Sceptre d'Ottokar : 

« En 1275, le peuple syldave se souleva contre les Bordures et en 1277, le baron Almaszout, l'âme de la révolte, fut proclamé roi. Il régna sous le nom d'Ottokar Ier, lequel ne doit pas être confondu avec « Ottokar Ier (Przemysl) », duc et roi de Bohême au XIIe siècle. »

— Le Sceptre d'Ottokar, p. 7, case 9.

## Sources
- Francis Dvornik, Les Slaves histoire, civilisation de l'Antiquité aux débuts de l'Époque contemporaine, Paris, éditions du Seuil, 1970, 1196 p.
- Jörg K. Hoensch et Françoise Laroche (traduction), Histoire de la Bohême, Paris, Éditions Payot, 1995 (ISBN 2228889229), p. 72-74, 78-80, 93, 108.
- Pavel Bělina, Petr Čornej et Jiří Pokorný, Histoire des Pays tchèques, Paris, Éditions du Seuil, coll. « Points Histoire U 191 », 1995, 510 p. (ISBN 2020208105)
- (en) Nora Berend, Przemyslaw Urbanczyk et Przemislaw Wiszewski, Central Europa in the High Middle Ages. Bohemia -Hungary and Poland c.900-c.1300, Cambridge, Cambridge University Press, 2013, 546 p. (ISBN 978-0-521-786959), p. 181, 182, 195, 351, 376, 409, 433
- (de) Europäische Stammtafeln, vol. 3, Francfort-sur-le-Main, Vittorio Klostermann, Gmbh, 2004 (ISBN 3465032926), Die Herzoge von Böhmem I und die Fürsten von Mähren (Die Przemysliden)  Tafel 55.